# Église Gustave-Adolphe d'Iisalmi

L’église Gustave-Adolphe (en Kustaa Aadolfin kirkko) ou ancienne église d'Iisalmi (Iisalmen vanha kirkko) est une église luthérienne située dans la commune de Iisalmi en Finlande. 
Elle est classée parmi les sites culturels construits d'intérêt national.

## Histoire
La paroisse d'Iisalmi est instituée en 1620.
Elle recouvre alors toute la région du Savo supérieur qui sera plus tard découpée pour former les paroisses de Kiuruvesi, Lapinlahti, Pielavesi, Sonkajärvi et de Vieremä.
L'église est la troisième de la paroisse. La première est détruite dans un incendie en 1700 et la seconde en mauvais état est démolie quand l'église est construite.
Les plans de l'église sont dessinés à Stockholm et Simon Silvén dirige les travaux de constructions en 1780-1780,.
L'église est inaugurée le 5 mars 1780.
Le clocher est construit dans la seconde moitié du XVIIIe siècle.
Anders Brovall le goudronne en 1752 et Mikael Toppelius le peint en 1756.
L'église est restaurée à plusieurs reprises.
En 1876, Frans Anatolius Sjöström fait une proposition de rénovation de l'architecture extérieure et de l'agencement intérieur.
Le projet est réalisé et pendant ces travaux on démolira par exemple la voûte. 
En 1927, on la rénove en suivant les plans de Rafael Blomstedt. 
On restaure alors l'aspect original avec une touche de style baroque classique.
Depuis l'église a très peu été modifiée.
Le presbytère qui se situait au nord de l'église a été transférée au musée de Seurasaari. 
Du presbytère il ne reste que l'allée de bouleaux et la grande étable en pierres.
À proximité de l'église se trouvent les tombes des écrivains  Juhani Aho, Heikki Kauppinen et Eino Säisä. 
En bordure du cimetière, on a construit, en 1952, une chapelle funéraire conçue par Rafael Blomstedt.